# Никитин, Станислав Игоревич
Станислав Игоревич Никитин (22 июня, 1995 года, Ярославль, Россия) — российский фристайлист (акробатика). Бронзовый призёр чемпионата мира 2019 года в командном первенстве. Мастер спорта России международного класса. Член олимпийской сборной команды России по фристайлу на Олимпиаде в Пхёнчхане.
Представляет Ярославскую область, выступает за СДЮСШОР № 3.

## Спортивные достижения
- Бронзовый призёр чемпионата мира 2019 года в командном первенстве;
- Чемпион России 2017;
- Серебряный призёр чемпионата России 2014;
- Победитель национального чемпионата США 2017[1];
- Чемпион мира по фристайлу среди юниоров 2013ю

## Призовые места на этапах кубка мира

### 3-е место
- 3 февраля 2017, Дир-Вэлли, США
- 6 января 2018, Москва, Россия